# 0,10

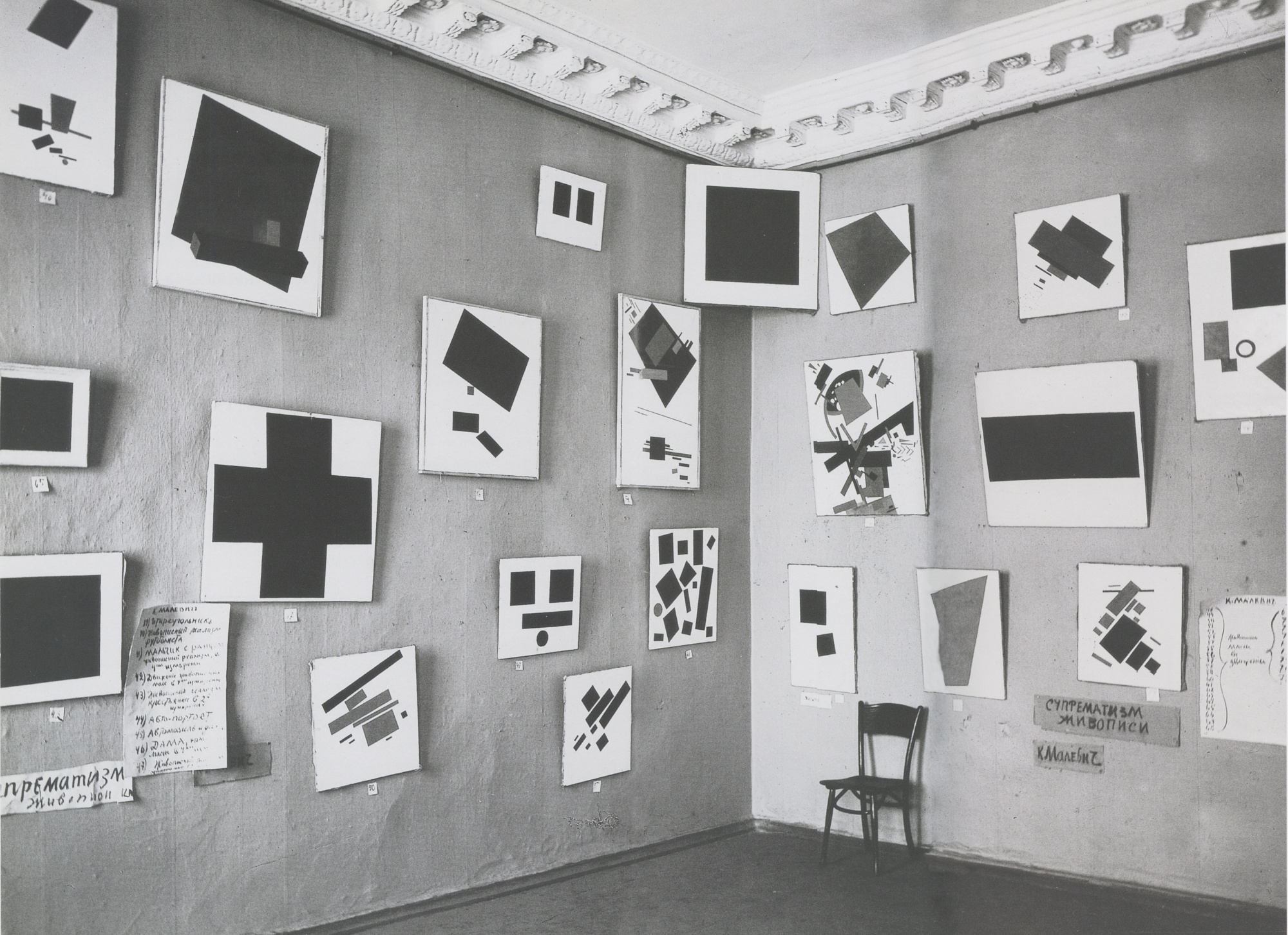
Blick auf 21 der insgesamt 39 gezeigten Werke von Kasimir Malewitsch.

Die letzte futuristische Ausstellung der Malerei 0,10 (Null–Zehn) (russisch Последняя футуристическая выставка картин 0,10 (ноль–десять) Poslednjaja futuristitzeskaja wystawka kartin 0,10 (nol–desjat)) war eine Kunstausstellung, die vom 19. Dezember 1915 bis zum 19. Januar 1916 im Chudoschestwennoje bjuro (deutsch Kunst-Büro) von Nadeschda Dobytschina in Petrograd stattfand. Die Ausstellung gilt, besonders wegen der präsentierten suprematistischen Werke von Kasimir Malewitsch (darunter das Schwarze Quadrat) und den Konter- und Eck-Reliefs Wladimir Tatlins, als eine der wichtigsten Kunstausstellungen der Moderne. In der Ausstellung waren jedoch insgesamt vierzehn Künstler vertreten, darunter sieben Frauen, von denen einige zu den bedeutendsten Künstlerinnen der russischen Avantgarde und Moderne überhaupt gezählt werden. Die Ausstellung bot ein sehr heterogenes Bild der Avantgarde im Jahr 1915, was die spätere Rezeption, die sich im Wesentlichen auf Malewitsch und Tatlin konzentrierte, überwiegend vernachlässigte.
In der zeitgenössischen, überwiegend bürgerlichen und konservativen Kunstkritik wurde die Ausstellung weitestgehend negativ rezensiert.

## Vorgeschichte
Im März 1915 wurde die Ausstellung Die erste futuristische Ausstellung der Malerei Tramwaj W in Petrograd eröffnet. In dieser Ausstellung zeigten insgesamt zehn Künstler ihre Werke. Alle Künstler, bis auf Alexandra Exter und Alexei Morgunow, stellten auch auf der 0,10 aus. Es ist davon auszugehen, dass ursprünglich alle zehn Künstler wieder ausstellen sollten, wovon auch der Ausstellungsname abgeleitet sein soll: Null-Zehn. Neben den Künstlern der Tramwaj W (Xenia Boguslawskaja, Iwan Kljun, Kasimir Malewitsch, Ljubow Popowa, Iwan Puni, Olga Rosanowa, Wladimir Tatlin und Nadeschda Udalzowa), kamen sechs weitere hinzu: Natan Altman, Wassili Kamenski, Anna Kirillowa, Michail Menkow, Wera Pestel und Marie Vassilieff.

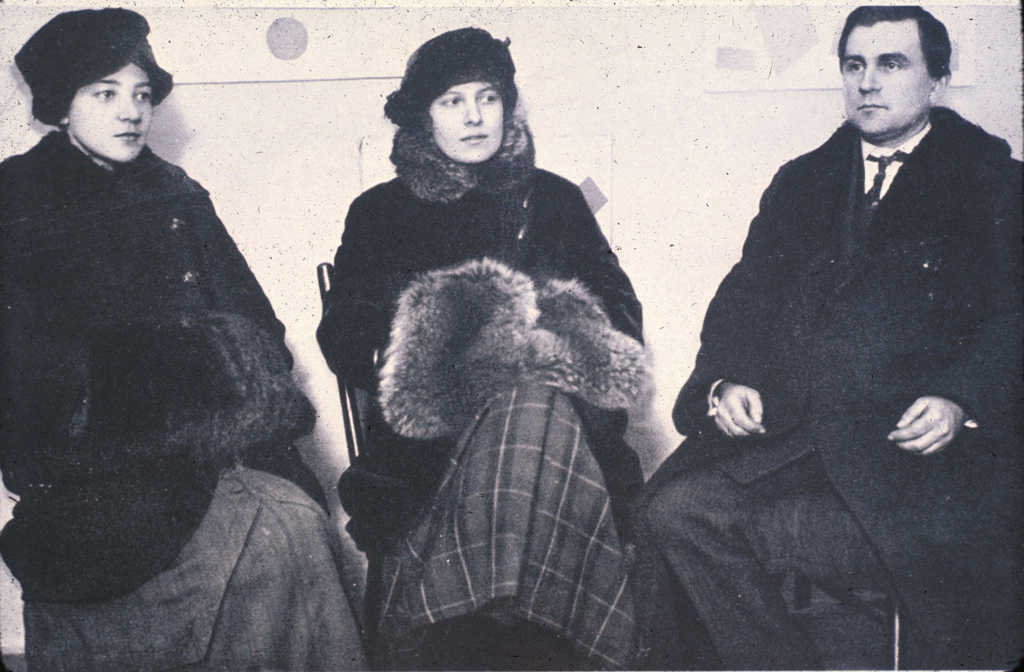
Rosanowa, Boguslawskaja und Malewitsch auf der 0,10 vor Gemälden von Malewitsch

## Künstler
Der Katalog der Ausstellung verzeichnet 154 Exponate, insgesamt wurden jedoch etwas mehr ausgestellt. Einerseits fasste Tatlin mehrere Werke unter einer Nummer zusammen, andererseits sind mindestens zwei Werke mehr ausgestellt worden, wie handschriftlich in einem Exemplar des Ausstellungskataloges festgehalten wurde. Die ausgestellten Werke waren überwiegend erst kurz zuvor angefertigt worden, einige ältere Werke (jedoch nicht älter als ein bis zwei Jahre) wurden jedoch auch gezeigt. Neben der Rivalität von Kasimir Malewitsch und seinen Anhängern und Tatlin und seinen Anhängern bestand auch eine gewisse, fast traditionelle, Rivalität zwischen der Petrograder und Moskauer Avantgarde. Der Charakter der Ausstellungen wurde jedoch stärker durch die Moskauer Avantgarde bestimmt.

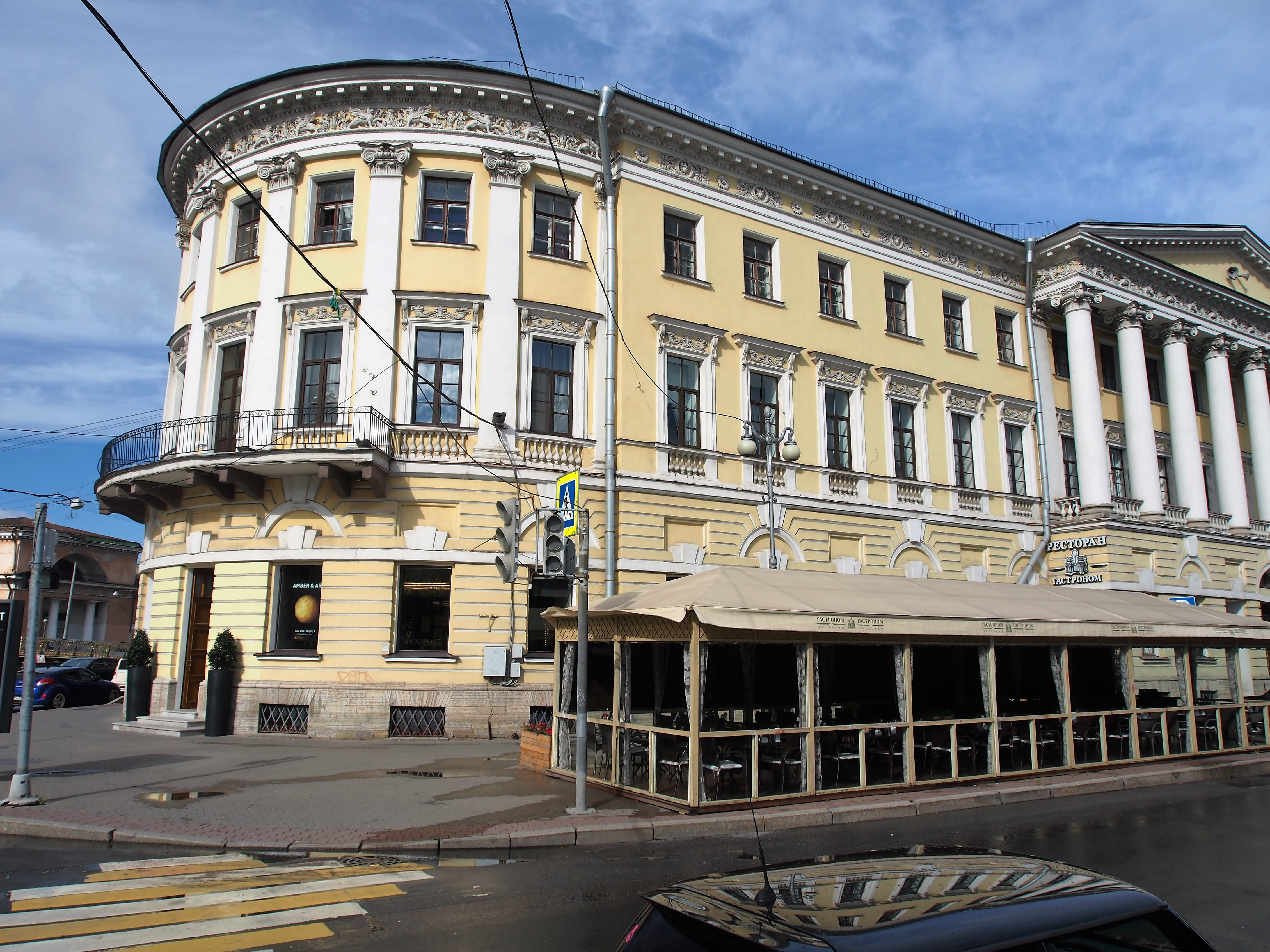
In der ersten Etage fand die Ausstellung statt.

## Organisation
Die Ausstellung wurde durch das Ehepaar Iwan Puni und Xenia Boguslawskaja finanziert, die bereits die Tramwaj W finanzierten. Die Ausstellung fand in der Galerie von Nadeschda Dobytschina statt. Diese befand sich im ersten Stock eines großen, von Domenico Adamini entworfenen und 1824 erbauten Gebäude (Lage des Gebäudes). Insgesamt wurden sechs der zehn Räume für die Galerie genutzt. Die Ausstellung 0,10 befand sich jedoch nur in mindestens drei und maximal fünf Räumen der Galerie.

## Werke
Während die Ausstellung Tramwaj W im März 1915 insbesondere kubofuturistischen Werke zeigte, sowie Reliefs von Tatlin und Kljun und alogische Bilder von Malewitsch, vollzog sich in 0,10 ein weiterer Schritt in der Kunstgeschichte. Tatlin zeigte hier erstmals Konterreliefs, also solche, die sich über die Ecke eines Raumes erstrecken, und Malewitsch zeigte hier erstmals seine suprematistischen Arbeiten.
Nachfolgend eine Tabelle der gezeigten Werke, die heute noch identifiziert werden können. Die Titel folgen dem Katalog, die Jahresangabe bezeichnet das Herstellungsdatum. Diese sind nicht dem Katalog entnommen, da er keine Angaben dazu enthält, sondern dem aktuellen Stand der Kunstwissenschaft. In eckigen Klammern sind die für das Werk üblichen Titel angegeben, wenn diese von dem Katalogtitel abweichen.
| Katalog-Nummer | Abbildung | Künstler           | Titel                                                                                 | Jahr    | Material                                                     | Verbleib                                             |
| -------------- | --------- | ------------------ | ------------------------------------------------------------------------------------- | ------- | ------------------------------------------------------------ | ---------------------------------------------------- |
| 15             |           | Wassili Kamenski   | [Porträt Nikolai Jewreinow]                                                           | 1915    | unbekannt                                                    | verschollen                                          |
| 22             |           | Iwan Kljun         | Kopf [Kopf eines Sägers]                                                              | 1915    | Öl auf Leinwand                                              | Regionales Kunstmuseum Kowalenko                     |
| 23             |           | Iwan Kljun         | Vorüberziehende Landschaft                                                            | 1915    | Holz, Metall, Porzellan und Öl                               | Tretjakow-Galerie                                    |
| 24             |           | Iwan Kljun         | Kubistin bei der Toilette                                                             | 1915    | unbekannt                                                    | verschollen                                          |
| 39             |           | Kasimir Malewitsch | Viereck [Schwarzes Quadrat]                                                           | 1915    | Öl auf Leinwand                                              | Tretjakow-Galerie                                    |
| 40             |           | Kasimir Malewitsch | Malerischer Realismus eines Fußballspielers – Farbige Massen in der 4. Dimension      | 1915    | Öl auf Leinwand                                              | Art Institute of Chicago                             |
| 41             |           | Kasimir Malewitsch | Malerischer Realismus eines Knaben mit Tornister – Farbige Massen in der 4. Dimension | 1915    | Öl auf Leinwand                                              | Museum of Modern Art                                 |
| 43             |           | Kasimir Malewitsch | Malerischer Realismus einer Bäuerin in 2 Dimensionen                                  | 1915    | Öl auf Leinwand                                              | Russisches Museum                                    |
| 44             |           | Kasimir Malewitsch | Selbstporträt in zwei Dimensionen                                                     | 1915    | Öl auf Leinwand                                              | Stedelijk Museum                                     |
| 45             |           | Kasimir Malewitsch | Automobil und Dame – Farbige Massen in der 4. Dimension                               | 1915    | Öl auf Leinwand                                              | verschollen                                          |
| 46             |           | Kasimir Malewitsch | Dame – Farbige Massen in der 4. und 2. Dimension                                      | 1915    | Öl auf Leinwand                                              | Russisches Museum                                    |
| 47             |           | Kasimir Malewitsch | Malerischer Realismus von farbigen Massen in 2 Dimensionen                            | 1915    | Öl auf Leinwand                                              | verschollen                                          |
| 50             |           | Kasimir Malewitsch | Malerische Massen in Bewegung                                                         | 1915    | Öl auf Leinwand                                              | verschollen                                          |
| 52             |           | Kasimir Malewitsch | Malerische Massen in Bewegung                                                         | 1915    | Öl auf Leinwand                                              | verschollen                                          |
| 54             |           | Kasimir Malewitsch | Malerische Massen in Bewegung                                                         | 1915    | Öl auf Leinwand                                              | Stedelijk Museum                                     |
| 55             |           | Kasimir Malewitsch | Malerische Massen in Bewegung                                                         | 1915    | Öl auf Leinwand                                              | Stedelijk Museum                                     |
| 56             |           | Kasimir Malewitsch | Malerische Massen in Bewegung                                                         | 1915    | Öl auf Leinwand                                              | verschollen                                          |
| 65             |           | Kasimir Malewitsch | Malerische Massen in der 2. Dimension im Ruhezustand                                  | 1915    | Öl auf Leinwand                                              | verschollen                                          |
| 67             |           | Kasimir Malewitsch | Malerische Massen in der 2. Dimension im Ruhezustand [Schwarzes Kreuz]                | 1915    | Öl auf Leinwand                                              | Musée National d’Art Moderne                         |
| 82             |           | Vera Pestel        | Dame mit Buch                                                                         | 1915    | Öl und Zeitungspapier auf Leinwand                           | MOMus – Museum für Moderne Kunst – Sammlung Costakis |
| 85             |           | Vera Pestel        | Tablett und Kanne [Stilleben mit Tablett und Kanne]                                   | 1915    | Öl auf Leinwand                                              | Kunstmuseum Nischni Tagil                            |
| 86             |           | Ljubow Popowa      | Porträt [Porträt eines Philosophen]                                                   | 1915    | Öl auf Leinwand                                              | Russisches Museum                                    |
| 87             |           | Ljubow Popowa      | Zeichnung für ein Porträt                                                             | 1915    | Gouache auf Karton                                           | Tretjakow-Galerie                                    |
| 89             |           | Ljubow Popowa      | Stilleben                                                                             | 1915    | Öl auf Leinwand                                              | Staatliches Museum Nischni Nowgorod                  |
| 93             |           | Ljubow Popowa      | Gegenstände                                                                           | 1915    | Öl auf Leinwand                                              | Russisches Museum                                    |
| 95             |           | Ljubow Popowa      | Porträt einer Dame                                                                    | 1915    | Öl auf Karton auf Holz                                       | Museum Ludwig                                        |
| 96             |           | Ljubow Popowa      | Krug auf einem Tisch                                                                  | 1915    | Öl auf Karton auf Holz                                       | Tretjakow-Galerie                                    |
| 98             |           | Iwan Puni          | Friseursalon                                                                          | 1915    | Öl auf Leinwand                                              | Musée National d’Art Moderne                         |
| 105            |           | Iwan Puni          | Fensterputzen                                                                         | 1915    | Öl auf Leinwand                                              | Iwan Puni Archiv                                     |
| 111            |           | Iwan Puni          | Malerische Skulptur [Weiße Kugel]                                                     | 1915    | bemalter Gips und Holz                                       | Musée National d’Art Moderne                         |
| 112            |           | Iwan Puni          | Malerische Skulptur [Komposition]                                                     | 1915    | Holz, Karton, Eisen und Öl auf Holu                          | Musée National d’Art Moderne                         |
| 113            |           | Iwan Puni          | Malerische Skulptur [Komposition]                                                     | 1915    | Holz, Zinn, Karton und Gouache auf Holz                      | Musée National d’Art Moderne                         |
| 114            |           | Iwan Puni          | Malerische Skulptur [Komposition]                                                     | 1915    | Aluminium, Rhodoid und Öl auf Holz                           | Musée National d’Art Moderne                         |
| 117            |           | Iwan Puni          | Malerei [Suprematistische Komposition]                                                | 1915    | Öl auf Leinwand                                              | Iwan Puni Archiv                                     |
| 118            |           | Iwan Puni          | Malerei [Suprematistische Komposition]                                                | 1915    | Öl auf Leinwand                                              | Stedelijk Museum                                     |
| 119            |           | Iwan Puni          | Malerei [Bäder]                                                                       | 1915    | Öl auf Leinwand                                              | Iwan Puni Archiv                                     |
| 120            |           | Iwan Puni          | Malerei [Relief]                                                                      | 1915    | Holz und Öl auf Leinwand                                     | Musée National d’Art Moderne                         |
| 121            |           | Olga Rosanowa      | Automobil                                                                             | 1915    | unbekannt                                                    | verschollen                                          |
| 122            |           | Olga Rosanowa      | Radfahrer (Gehweg des Teufels)                                                        | 1915    | unbekannt                                                    | verschollen                                          |
| 123            |           | Olga Rosanowa      | Straße [Kino „Moderne“ (Auf der Straße)]                                              | 1915    | Öl auf Leinwand                                              | Museum- und Ausstellungszentrum Slobodskoi           |
| 124            |           | Olga Rosanowa      | Metronom                                                                              | 1915    | Öl auf Leinwand                                              | Tretjakow-Galerie                                    |
| 125            |           | Olga Rosanowa      | Geschirrschrank                                                                       | 1915    | Öl auf Leinwand                                              | Tretjakow-Galerie                                    |
| 126            |           | Olga Rosanowa      | Nähkästchen                                                                           | 1915    | Öl auf Leinwand                                              | Tretjakow-Galerie                                    |
| 128            |           | Olga Rosanowa      | *** [Schreibtisch]                                                                    | 1915    | Öl auf Leinwand                                              | Russisches Museum                                    |
| 132 – a        |           | Wladimir Tatlin    | [Eck-Konterrelief]                                                                    | 1915    | Blech, Kupfer, Holz, Seil und Befestigungselemente           | Russisches Museum                                    |
| 133 – b        |           | Wladimir Tatlin    | [Eck-Konterrelief]                                                                    | 1915    | Blech, Aluminium, Öl, Levkas, Draht und Befestigungselemente | verschollen                                          |
| 145            |           | Nadeschda Udalzowa | Musik [Am Piano]                                                                      | 1915    | Öl auf Leinwand                                              | Yale University Art Gallery                          |
| 146            |           | Nadeschda Udalzowa | Küche                                                                                 | 1915    | Öl auf Leinwand                                              | Kunstmuseum Jekaterinburg                            |
| 147            |           | Nadeschda Udalzowa | Kompliziertes Gambit [Kubistische Komposition]                                        | 1915    | Öl auf Leinwand                                              | Russisches Museum                                    |
| 148            |           | Nadeschda Udalzowa | Hammer und Becher                                                                     | 1915    | Öl auf Leinwand                                              | Dagestan Kunstmuseum                                 |
| 149            |           | Nadeschda Udalzowa | Flasche und Weinglas                                                                  | 1915    | Öl auf Leinwand                                              | Tretjakow-Galerie                                    |
| 150            |           | Nadeschda Udalzowa | Mein Abbild [Selbstporträt mit Palette]                                               | 1915    | Öl auf Leinwand                                              | Tretjakow-Galerie                                    |
| 151            |           | Nadeschda Udalzowa | Blauer Krug                                                                           | 1915    | Öl auf Leinwand                                              | Tretjakow-Galerie                                    |
| 152            |           | Nadeschda Udalzowa | Gelber Krug                                                                           | 1914/15 | Blech, Kupfer, Holz, Seil und Befestigungselemente           | MOMus – Museum für Moderne Kunst – Sammlung Costakis |

## Dokumente

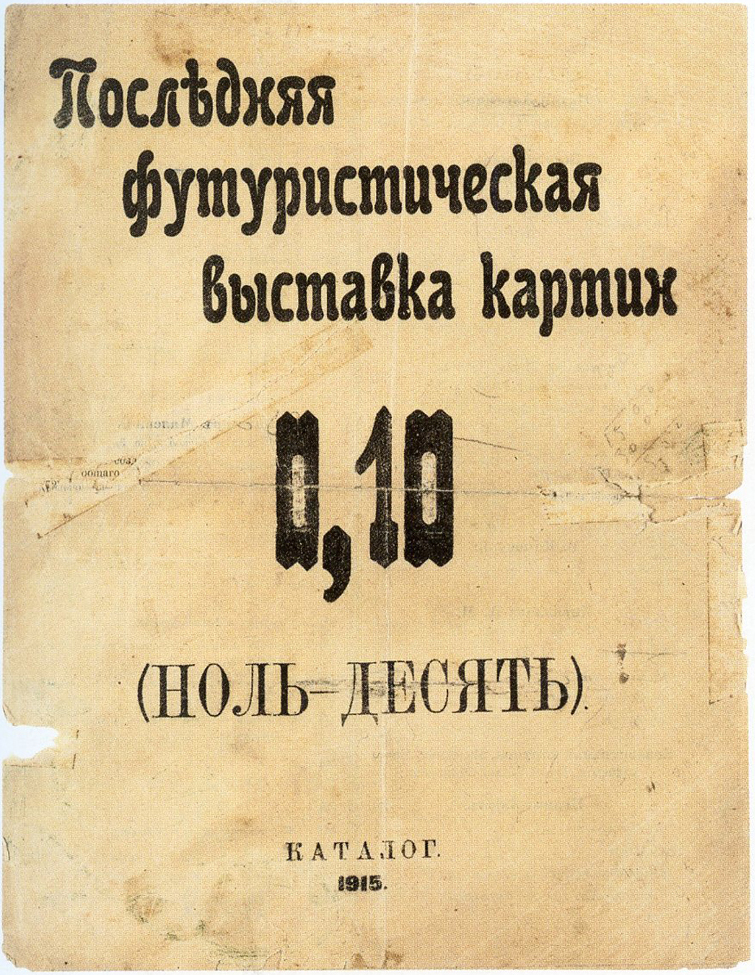
Umschlag des Ausstellungskataloges

Von der Ausstellung sind insgesamt sechs Installationsfotographien bekannt. Ansonsten sind mehrere Plakate angefertigt und erhalten worden, sowie ein Ausstellungskatalog, zwei Flugblätter, ein Heft von Malewitsch und eines über Tatlin.
- Poslednjaja futuristitzeskaja bystawka kartin 0,10 (nol–desjat). Katalog. (russisch Последняя футуристическая выставка картин 0,10 (ноль–десять). Каталог.) Petrograd, 1915.
- [Manifest, unterzeichnet von Iwan Puni und Xenia Boguslawskaja], [Petrograd Dezember 1915].
- [Manifest, unterzeichnet von Kasimir Malewitsch, Iwan Kljun und Michail Menkow], [Petrograd Dezember 1915]
- Nadeschda Udalzowa: Wladimir Jewgrafowitsch Tatlin. (russisch Владимир Евграфович Татлин). Petrograd 1915.
- Kasimir Malewitsch: Ot kubisma k suprematismu. Nowyi schivopisnyi realism. (russisch От кубизма к супрематизму. Новый живописный реализм). Petrograd Dezember 1915 (1. Auflage), Januar 1916 (2. Auflage).

Alle herausgegebenen Dokumente sind in Auf der Suche nach 0,10 – Die letzte futuristische Ausstellung der Malerei. Hatje Cantz Verlag, Ostfildern 2015, ISBN 978-3-7757-4032-6. nachgedruckt.